# Dede Oetomo
Dede Oetomo (Pasuruan, Indonésia, 1953) é um ativista dos direitos LGBT na Indonésia, especialista em questões de gênero na província de Java Oriental, fundador da Lambda Indonésia e da GAYa Nusantara Foundation em Surabaia. Membro do Conselho Consultivo Regional da Asia-Pacific Coalition on Male Sexual Health (APCOM) e do Partido Democrático Popular (conhecido como PRD), colaborador na organização Ashoka desde 1991 e ganhador do Prêmio Felipa de Souza em 1998.

## Biografia

### Infância e educação
Dede Oetomo nasceu em uma família chinesa-indonésia de classe alta em 1953 na província de Pasuruan, Java Oriental, Indonésia. Frequentou uma escola católica, mas não foi criado em uma família religiosa. Dede aprendeu a falar inglês na escola usando um livro intitulado English for the SLTP, desenvolvido para estudantes indonésios com financiamento da Fundação Ford. Declarou-se gay para os seus pais aos 20 anos de idade. No período entre 1979 e 1980 Oetomo morou nos Estados Unidos e pôde enviar vários materiais de leitura para seus pais e outros familiares para os auxiliarem na aceitação de sua homossexualidade, ajudando-os a compreender que não se tratava de um transtorno mental e também que sua condição como gay não poderia ou precisaria ser modificada. Ele tem como principais fundamentos para sua luta em favor da libertação dos LGBTs a análise marxista da posição das mulheres (como feito por Friedrich Engels) além de outros pensamentos progressistas feministas.
Em 1978, concluiu o curso Teaching English to speakers of other languages (TESOL) e recebeu uma bolsa da Fundação Ford para estudar linguística na Universidade Cornell em Ithaca, Nova Iorque. Em 1984, recebeu uma segunda bolsa para trabalhar no Cornell's Modern Indonesia Projects, estabelecido no início dos anos 50 por John M.Echols e pelo professor, historiador e cientista político George McTurnan Kahin.

### Carreira
Entre 1983 e 1984 Oetomo recebeu bolsa de estudos do Social Science Research Council (SSRC). Depois da defesa de sua dissertação, começou a estudar sobre sexualidade, gênero e questões relacionadas ao HIV/AIDS na Indonésia. Entre 1984 e 2003, Oetomo lecionou Ciência Política na  Airlangga University em Surabaia, Java Oriental. Oetomo teve um grande impacto no movimento LGBT na Indonésia, seu trabalho ajudou a produzir especificamente identidades gays e lésbicas na Indonésia, como relativamente ocorre no Ocidente contemporâneo.
A Associação Lambda Indonésia foi criada por Oetomo em 1982, enquanto ele ainda estava em Cornell. Desde seu início, a Lambda Indonésia era aberta ao público. Os organizadores enviavam comunicados à imprensa na forma de cartas de leitores para vários meios de comunicação, tanto na Indonésia quanto no exterior e por meio desses boletins informativos as pessoas recebiam conselhos sobre questões relacionadas a temática LGBT. Foi considerada uma das primeiras associações abertamente gays da Ásia. Após sua criação, outras organizações LGBT começaram a surgir em outras cidades, como Jacarta, Joguejacarta e Surabaia. A Lambda foi fechada em 1986 e em seguida Oetomo fundou a Gaya Nusantara. Em 2016, havia mais de 100 organizações LGBT na Indonésia. No entanto, houve também crescente repressão na Indonésia e Oetomo criticou grupos de financiamento como a Fundação Ford, o Programa das Nações Unidas para o Desenvolvimento (PNUD) e a Agência dos Estados Unidos para o Desenvolvimento Internacional (USAID) por não fazerem mais para ajudar os direitos LGBT no país. A partir de 2019, Oetomo admitiu que a árdua luta pelas liberdades civis dos LGBTs estava sendo corroída como parte de uma mudança mais ampla em direção ao conservadorismo.
A era pós-Suharto na Indonésia começou em 1998 e Oetomo concorreu a eleição várias vezes representando o Partido Democrático Popular (conhecido como PRD). Ele também se candidatou para dirigir a Comissão Nacional de Direitos Humanos, mas não foi eleito. Em 2010, juntamente com a feminista e pesquisadora Soe Tjen Marching, fundou o Jurnal Gandrung, a primeira revista acadêmica da Indonésia que discute gênero e sexualidade. Desde 1991, é membro da Ashoka Empreendedores Sociais.

## Gaya Nusantara
Gaya Nusantara é uma organização de direitos LGBT criada pela Oetomo, que se concentra na educação dos direitos humanos, na saúde sexual, incluindo a conscientização sobre o HIV/AIDS e no combate à discriminação sexual. A partir de 1987, trouxe à tona um boletim informativo publicado nacionalmente. Destacou a invisibilidade das lésbicas na Indonésia com artigos como "Indonesian lesbians: Where are you?" (Lésbicas indonésias: onde estão?)  e "Where are the Indonesian lesbians" (Onde estão as lésbicas indonésias). Em 1998, o grupo lutou pelos direitos LGBT ao lado de outras organizações como a Arus Pelangi.

## Prêmios
- 1998: Prêmio Felipa de Souza.[22]